# Aleppo-Zimmer

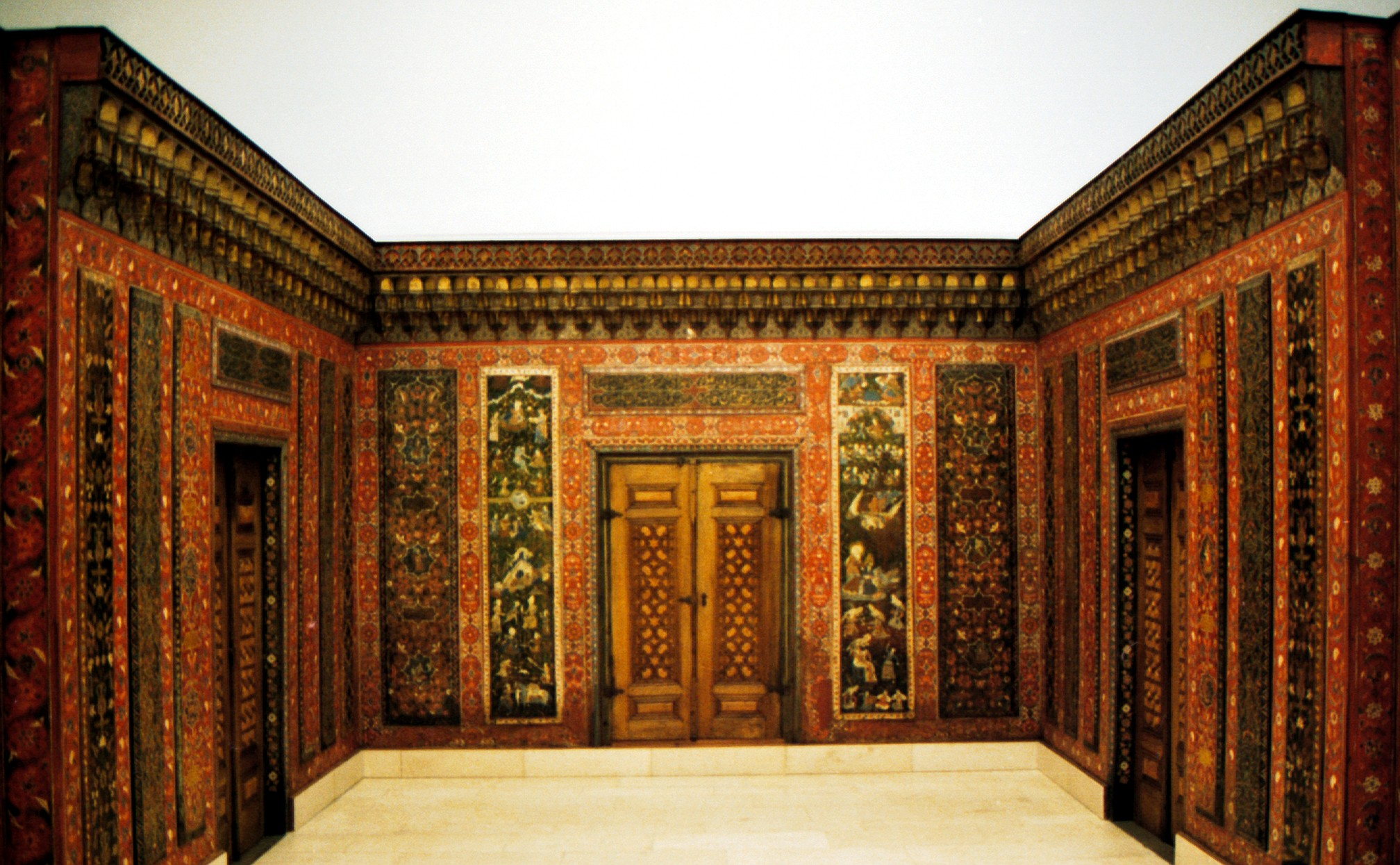
Blick ins Aleppozimmer

Das Aleppo-Zimmer ist die Vertäfelung eines Empfangsraumes aus einem Wohnhaus in Aleppo vom Beginn des 17. Jahrhunderts und damit die älteste vollständig erhaltene Wandverkleidung aus den Gebieten des osmanischen Reiches. Malereien und Inschriften zeugen von einer gemeinsamen islamisch-christlichen Kultur Aleppos zu Beginn des 17. Jahrhunderts. Das Aleppo-Zimmer ist neben der Steinfassade von Mschatta das Prunkstück des Museums für Islamische Kunst im Pergamonmuseum in Berlin.

## Geschichte
Das Zimmer stammt aus dem Haus Wakīl. Dieses Privathaus steht noch heute im überwiegend von Christen bewohnten Stadtteil der syrischen Stadt Aleppo, al-Gudaida. Der Auftraggeber der Wandvertäfelung, ein christlicher Kaufmann namens Isa b. Butrus („Jesus, Sohn des Petrus“), wird inschriftlich erwähnt. In einer Inschrift wird er als simsar bezeichnet. Das waren Makler, die dafür Sorge trugen, dass Kaufleute Abnehmer für ihre Güter fanden.
Die Täfelung des Aleppo-Zimmers ist von besonderer Bedeutung, da die figürlichen Malereien inschriftlich in die Jahre 1600/01 datiert sind und das Gesims 1603 vollendet wurde. Es handelt sich damit um die älteste Wandverkleidung aus den Gebieten des osmanischen Reiches. Der Großteil der heute noch existierenden Täfelungen stammt aus späteren Zeiten, dem 18. und frühen 19. Jahrhundert, wie beispielsweise auch das Damaskuszimmer des Sammlers Herbert M. Gutmann in Potsdam.
Die gesamte bemalte hölzerne Täfelung des Zimmers wurde von Friedrich Sarre für das Museum 1912 käuflich erworben und zuerst im Kaiser-Friedrich-Museum ausgestellt, später im Islamischen Museum im Pergamonmuseum. Nach dem Ende des Zweiten Weltkriegs wurden Teile des Zimmers zunächst in die Sowjetunion überführt, später jedoch zurückgebracht, restauriert und im Pergamonmuseum erneut zusammengesetzt.

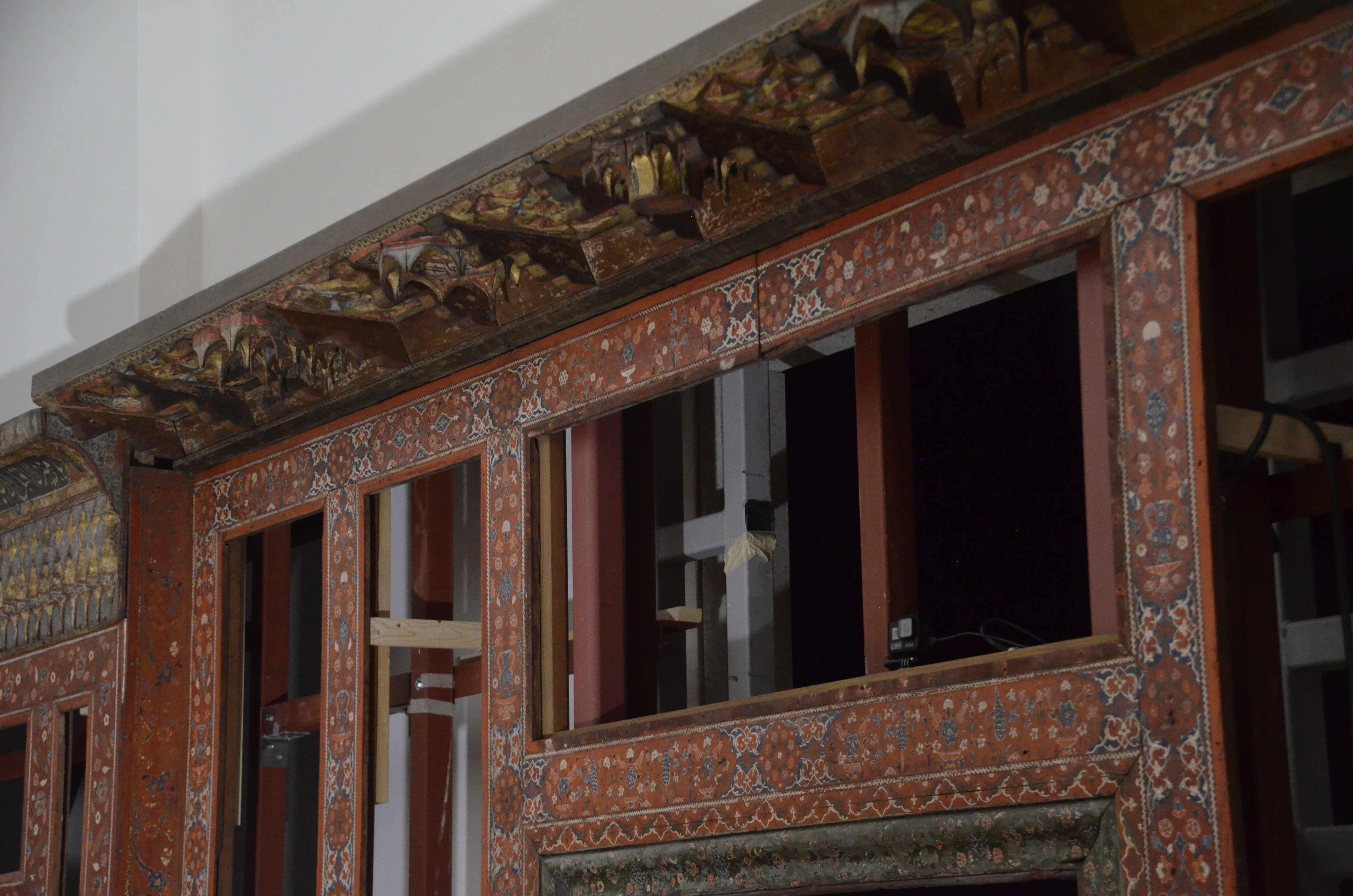
Einbauarbeiten im Nordflügel des Pergamonmuseums

Im Verlauf der seit Ende 2023 durchgeführten Renovierung des Pergamonmuseums wird das Aleppo-Zimmer restauriert, abgebaut und an einem anderen Ort im Museum wieder zusammengesetzt. Dabei wird auch die ursprüngliche architektonische Beschaffenheit des umgebenden Raums umfassender rekonstruiert als zuvor möglich.

## Architektur und Ausgestaltung
Die Vertäfelung stammt aus der Qaʿa, einem repräsentativen Empfangsraum für Gäste. Der Raum ist ein rechteckiger, flach gedeckter Bau mit einer Kuppel. Im Inneren gliedert er sich in einen quadratischen Schwellenbereich (ʿataba), der mit farbigen Marmorplatten ausgelegt war, sowie drei erhöhte Sitzbereiche (ṭazar). In der Mitte des Schwellenbereichs stand ein Brunnen, der heute noch im Haus in Aleppo existiert.

### Malereien

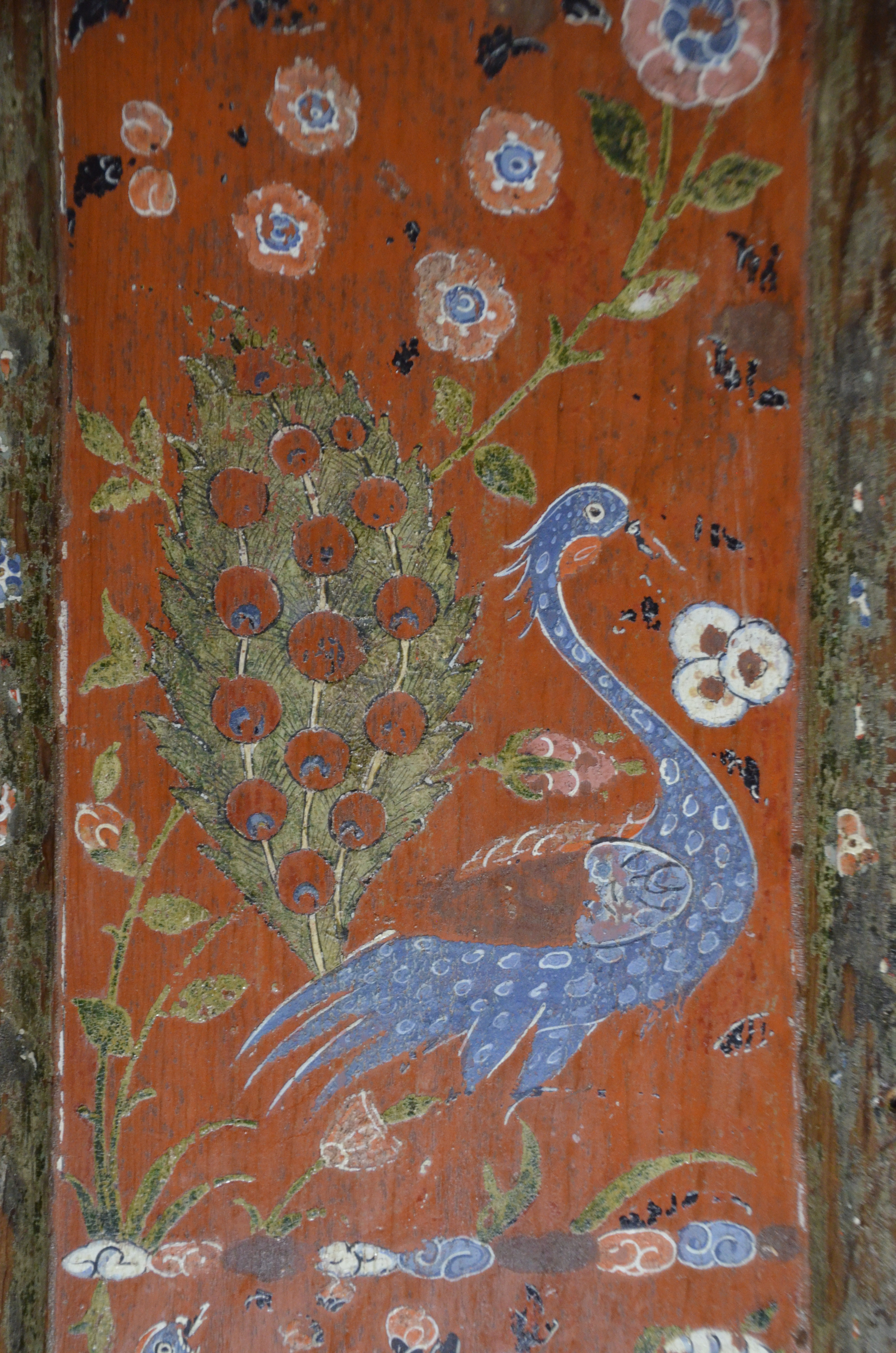
Pflanzenranken und Pfau

Die Holztäfelung ist 35 m lang und 2,5 m hoch. Sie umschloss den unteren Teil der Wände. Die Täfelung wird von 14 Holztüren (Eingänge, Fenster und Schranktüren) unterbrochen. Der Aufbau ist streng symmetrisch. Die mittleren Sitzbereiche sind besonders edel ausgestattet und bemalt.
Die insgesamt etwa fünfhundert verschiedenen Dekorelemente der Täfelungsbemalung sind überwiegend vegetabilisch gehalten – nur vereinzelt gehen die Ranken in geometrische Muster und Netze über. Vor allem in den Sternmedaillons der Hauptpaneele finden sich herausgehobene figürliche Darstellungen. Es gibt Szenen aus dem Alten Testament, Herrscher- und Heiligendarstellungen, literarische Motive und Fabelwesen. Bei den biblischen Szenen handelt es sich nicht um Ikonen, nicht um Andachtsbilder, sondern um einen Teil des Schmucks eines weltlichen Festraums.
Die christlichen Motive wurden so gewählt, dass sie für muslimische Gäste keinen Konfliktstoff bargen, etwa Maria mit dem Jesuskind oder der heilige Georg mit dem Drachen. Die Opferung Isaaks ist in ihrer Mehrdeutigkeit besonders auffällig, da sowohl Christen als auch Moslems und Juden diese Szene in ihrer Überlieferung haben. Die Darstellung im Aleppo-Zimmer folgt der muslimischen Tradition: Auf dem Opfertisch liegen nicht Wein und Brot, Sinnbilder des Opfers in der christlichen Eucharistie, sondern ein Lamm, das übliche Opfertier der Muslime. In den Malereien fehlen Themen wie die Passion und die Auferstehung Jesu Christi, die den eigentlichen Kern des christlichen Glaubens darstellen, bei Moslems aber hätten Anstoß erregen können.
Schöpfer der Bemalung war, wie aus den Inschriften hervorgeht, ein wohl aus Persien stammender Künstler namens Halab Sah b. Isa. Für die persische Herkunft sprechen nicht nur der Kunststil, sondern auch die Rechtschreibfehler im Arabischen. Allerdings scheinen einfachere Malereien von Gehilfen ausgeführt worden sein.

### Inschriften

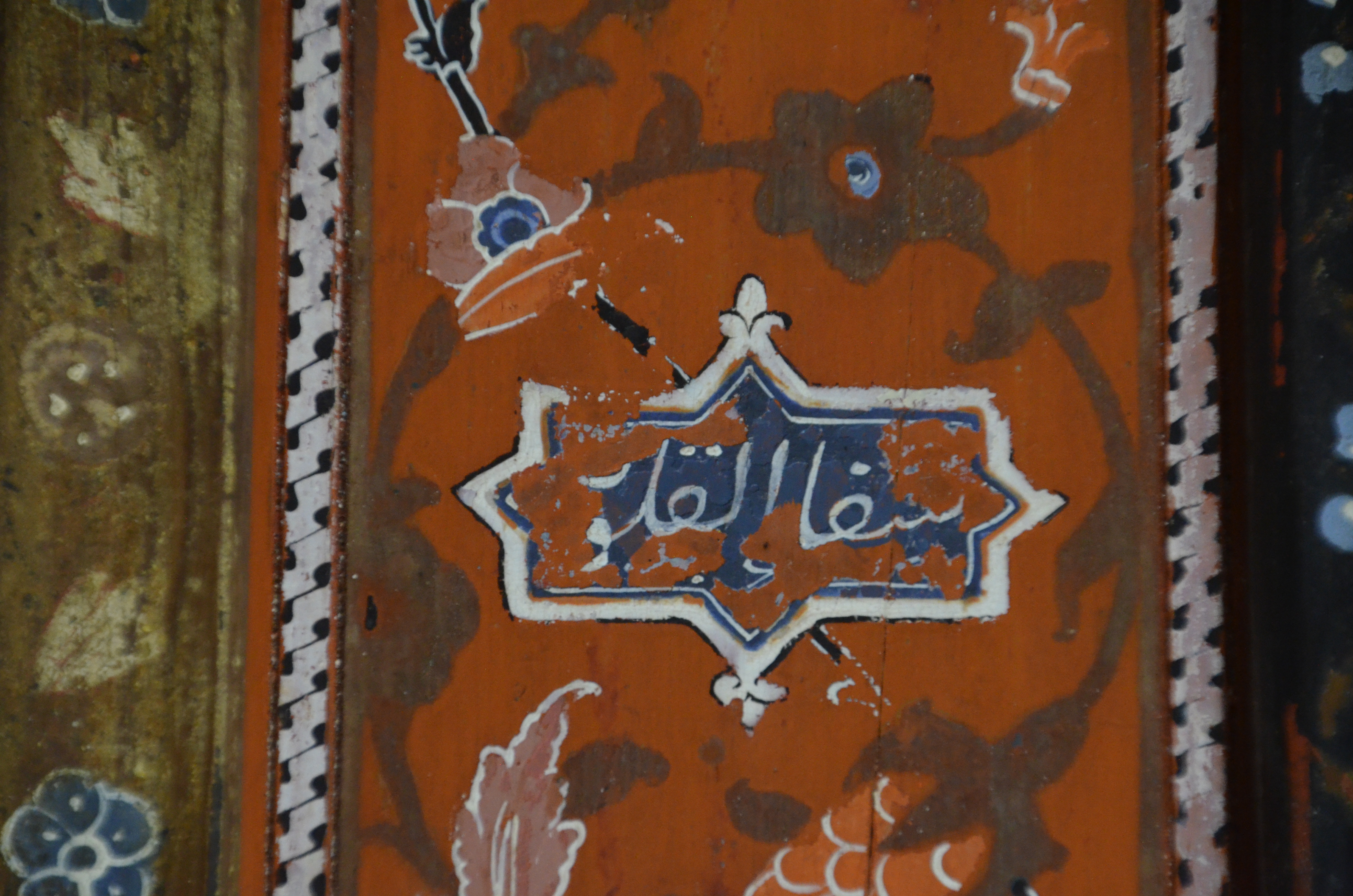
Inschrift: Heilung der Herzen

Die arabischen und persischen Inschriften geben nicht nur Künstler und Auftraggeber wieder, sondern Psalmen, Sprichwörter und Gedichte, in denen unter anderem die Themen Gelehrsamkeit und Liebe angesprochen werden, so etwa:
- „O Wohnung, über deren Räume der Morgen lächelnd hereinbricht, lachend seine weißen Zähne zeigend! Wie viele Tage bin ich in deinen Räumen glücklich gewesen, habe mit allen mich zurückgezogen zu Wissenschaft und Kunstgespräch. Während meine Rechte in Sicherheit war vor ihren Schicksalsschlägen. Und in meiner Linken war vom Nordwind gekühlter Rebensaft.“
- „Gott ist mit den Großzügigen. Wer großzügig ist, erntet Großzügigkeit.“
- Mehrfach heißt es: „Die Heilung der Herzen ist die Begegnung mit dem Geliebten.“[6]
- „Das Heil des Menschen liegt im Hüten der Zunge.“
- „Selbstgefälligkeit ist ein Hinweis auf die Schwäche des Geistes.“

Der auf der Eingangswand sichtbare Text enthält Formulierungen, die ebenso wie die Malereien auf das Paradies hinweisen.
Alle Inschriften sprechen wenig vom Glauben und enthalten keine eindeutig christlichen Aussagen. Selbst wenn sie von Gott sprechen, so bezieht sich dies nicht auf Christus, sondern auf den monotheistischen Allah. Den Text der Inschrift, die sich auf der rechten Seite der Tür des Hauptiwans befindet, kann man sowohl als Anrufung der christlichen Dreifaltigkeit lesen als auch im Sinne der muslimischen Basmala. Diese Zweideutigkeit der Inschriften ist ein Hinweis auf die Integration der sozialpolitischen Minderheit der Christen Aleppos in der islamischen Mehrheitsgesellschaft.